# Mondeuse blanche
Ne doit pas être confondu avec Mondeuse noire.
La mondeuse blanche est un cépage blanc originaire de Savoie (France).

## Origine et répartition géographique
Le cépage est originaire de Haute-Savoie. Il n’est pas la forme blanche de la mondeuse noire.
Classé recommandé en Savoie, Haute-Savoie et dans l’Ain, elle fait partie de l’encépagement de l’AOC Vins de Savoie et de l'AOC Bugey. La mondeuse blanche est faiblement cultivée. En 2018, la superficie plantée était de 8,1 hectares.
Des recherches génétiques de 1998 ont permis d'identifier, avec certitude, que la syrah provient de la partie septentrionale des Côtes du Rhône et que c'est un croisement naturel de dureza et de mondeuse blanche.

## Caractères ampélographiques
- Extrémité du jeune rameau duveteux blanc à liseré carminé.
- Jeunes feuilles aranéeuses, très bronzées.
- Feuilles adultes, à 5 lobes, avec des sinus latéraux à fonds aigus et étroits, un sinus pétiolaire en lyre, des dents ogivales, moyennes, un limbe faiblement aranéeux.

## Aptitudes culturales
La maturité est de troisième époque : 4 semaines après le chasselas[Quand ?].

## Potentiel technologique
Les grappes sont moyennes et les baies sont de taille moyenne. La grappe est cylindrique, ailée et compacte. Le cépage est moyennement vigoureux. Il produit des vins blancs de qualité et de longue garde grâce à un taux d’acidité assez élevé. Il peut facilement se conserver 20 – 30 ans.

## Synonymes
La mondeuse blanche est connue aussi sous les noms suivants : 
- Aigre blanc
- Blanc aigre
- Blanche
- Blanchette
- Couilleri (Jura)
- Dongine (Ain)
- Donjin
- Jongin (Savoie)
- Jonvin
- Molette
- Persagne
- Savouette